# TIBOR
TIBOR pour Tokyo Interbank Offered Rate est l'ensemble de deux taux de référence interbancaire qui est publié par la Japanese Bankers Association.

## Caractéristique technique
Le TIBOR est calculé sur la base des cours des différentes échéances fournies par les banques de référence vers 11 heures chaque jour ouvrable. 
Il existe deux types de taux TIBOR: le taux TIBOR en yen japonais (introduit en novembre 1995, il reflète les taux appliqués au marché des appels non garantis) et le taux EuroYen TIBOR (introduit en mars 1998, il reflète les taux appliqués au marché offshore).